# San Pablo de Tiquina
Pour les articles homonymes, voir San Pablo.
San Pablo de Tiquina est une localité du département de La Paz en Bolivie située dans la province de Manco Kapac.
Sa population s'élevait à 944 habitants en 2001.

## Géographie
San Pablo de Tiquina est établie sur une des rives du détroit de Tiquina.